# Liste von MARAD-Schiffstypen

## MARAD Entwürfe 1950 bis 1982 (Auswahl)
| Typ                                          | Schiffsart                              | Bauwerft                                                                                              | Bauzeit/Anzahl    | Bemerkungen                                                 |
| C4-S-1a Mariner-Klasse                       | Schnellfrachter                         | Bethlehem Steel Sun Shipbuilding Ingalls Shipbuilding New York Shipbuilding Newport News Shipbuilding | 1951 bis 1954 35  | Beim Bau die schnellsten Frachtschiffe weltweit             |
| C4-S-1b                                      | AKA                                     | |                   | United States Navy                                          |
| C4-S-1d                                      | APA                                     | |                   | US Navy                                                     |
| C4-S-1f Golden Bear, Korean Bear, Japan Bear | Schnellfrachter                         | Bethlehem Pacific Coast Steel Corporation                                                             | 1955 4            | Umbau bestehender C4-S-1a Pacific Far East Lines            |
| C4-S-1h President-Jackson-Klasse             | Schnellfrachter                         | Bethlehem Steel                                                                                       | 1955 4            | Umbau bestehender C4-S-1a American President Lines          |
| P6-S4-DS1 United States                      | Turbinen-Passagierschiff                | Newport News Shipbuilding                                                                             | 1952 Einzelschiff | United States Lines                                         |
| P2-S1-1g Mariposa, Monterey                  | Kombischiff                             | Bethlehem Shipbuilding Willamette Iron & Steel Corporation                                            | 1955 bis 1957 2   | Umbau bestehender C4-S-1a Matson Navigation Company         |
| C4-S-1m                                      |                                         | |                   |                                                             |
| C4-S-1p                                      |                                         | |                   |                                                             |
| C4-S-1qa Master Mariners                     | Turbinen-Schnellfrachter                | National Steel and Shipbuilding                                                                       | 1965/66 3         | American President Lines                                    |
| C4-S-1sa                                     |                                         | |                   |                                                             |
| C4-S-1t Philippine Bear, China Bear          | Schnellfrachter                         | National Steel and Shipbuilding                                                                       | 2                 | Pacific Far East Lines                                      |
| C4-S-1u                                      |                                         | |                   |                                                             |
| P2-S1-1v Atlantic                            | Turbinen-Passagierschiff                | Sun Shipbuilding                                                                                      | 1957 Einzelschiff | American Banner Lines                                       |
| T5-S-RM2a Pipeline-Klasse                    | Tankschiff                              | |                   |                                                             |
| R3-S-4a                                      | Kühlschiff (Dampfturbinenantrieb)       | |                   | US Navy                                                     |
| R3-ME-4b                                     | Kühlschiff (Dieselelektrischer Antrieb) | |                   | US Navy                                                     |
| C3-S-7a Schuyler Otis Bland                  | Gasturbinen-Schnellfrachter             | |                   |                                                             |
| C3-M-7b                                      | Motor-Schnellfrachter                   | |                   | Wie C3-S-7a mit Motor                                       |
| EC2-S-8a Benjamin Chew                       | Stückgutfrachtschiff                    | Bethlehem-Fairfield Shipyard                                                                          | 1942 1            | 1956 zum Liberty-Schiff mit Dampfturbinenantrieb umgebaut   |
| EC2-M-8b Thomas Nelson                       | Stückgutfrachtschiff                    | Bethlehem-Fairfield Shipyard                                                                          | 1942 1            | 1956 zum Liberty-Schiff mit Motorantrieb umgebaut           |
| EC2-G-8f John Sergeant                       | Stückgutfrachtschiff                    | Bethlehem-Fairfield Shipyard                                                                          | 1942 1            | 1956 zum Liberty-Schiff mit Gasturbinenantrieb umgebaut     |
| EC2-G-8g William Patterson                   | Stückgutfrachtschiff                    | Bethlehem-Fairfield Shipyard                                                                          | 1942 1            | 1957 zum Liberty-Schiff mit Gasturbinenantrieb umgebaut     |
| P2-S1-9a Brasil-Klasse                       | Kombischiff                             | Ingalls Shipbuilding                                                                                  | 1957/58 2         | Moore-McCormack                                             |
| P2-S1-11a Santa-Rosa-Klasse                  | Kombischiff                             | Newport News Shipbuilding                                                                             | 1956 bis 1958 2   | Grace Line                                                  |
| T5-S-12a                                     | Tankschiff                              | |                   | Military Sea Transportation Service                         |
| T5-S-12b                                     | Tankschiff                              | |                   | Vergrößerter T5-S-12a Military Sea Transportation Service   |
| C1-ME2-13a                                   | Frachtschiff mit Eisklasse              | |                   | US Navy                                                     |
| C3-ST-14a                                    | RoRo-Schiff                             | |                   | Military Sea Transportation Service                         |
| EC2-S-22a                                    | Frachtschiff                            | |                   | US Navy Umbau                                               |
| S2-ST-23a                                    | Dockschiff                              | |                   | Military Sea Transportation Service                         |
| T1-MET-24a                                   | Tankschiff mit Eisklasse                | |                   | Military Sea Transportation Service                         |
| S2-S-RM28a                                   | Forschungsschiff                        | |                   |                                                             |
| C3-S-33a Mormacpride-Klasse                  | Stückgutfrachtschiff                    | Sun Shipbuilding Todd’s Shipbuilding                                                                  | 1960 bis 1962 8   | Moore-McCormack                                             |
| C3-S-37a James-Lykes-Klasse                  | Stückgutfrachtschiff                    | |                   | Lykes Lines                                                 |
| C3-S-37b James-Lykes-Klasse                  | Stückgutfrachtschiff                    | |                   | Weiterentwicklung C3-S-37a, Lykes Lines                     |
| C3-S-37c James-Lykes-Klasse                  | Stückgutfrachtschiff                    | |                   | Weiterentwicklung C3-S-37a, Lykes Lines                     |
| C3-S-37d                                     | Stückgutfrachtschiff                    | |                   | Gulf & South America                                        |
| C3-S-38a                                     | Stückgutfrachtschiff                    | |                   | American Export Lines                                       |
| T43-SE-39a                                   | Tankschiff                              | |                   | Vergrößerte Red Hill Corps Schiffe                          |
| P2-N1-MA40a Savannah                         | Nuklear-Kombischiff                     | New York Shipbuilding                                                                                 | 1962 1            | heute Museumsschiff                                         |
| C3-S-43a Del-Rio-Klasse                      | Turbinen-Stückgutschiff                 | Avondale Industries                                                                                   | 1960/61 3         | Mississippi Shipping Company                                |
| C3-S-45a Santa Eliana, Santa Leonor          | Turbinen-Containerschiff                | Maryland Shipbuilding & Dry Dock Company                                                              | 1959/60 2         | Umbau bestehender C2-S-AJ1 Grace Line                       |
| C3-S-46a Export-Banner-Klasse                | Turbinen-Stückgutschiff                 | |                   | American Export Lines                                       |
| C3-S-46b Export-Courier-Klasse               | Turbinen-Stückgutschiff                 | |                   | American Export Lines                                       |
| C4-S1-49a Santa-Magdalena-Klasse             | Turbinen-Stückgutschiff                 | |                   | Grace Line                                                  |
| B2-MA51a                                     | Nuklear-Versorgungsschiff               | |                   | United States Lines                                         |
| C4-S-57a Challenger-Klasse                   | Turbinen-Stückgutschiff                 | Newport News Shipbuilding Bethlehem Steel                                                             | 1962 bis 1964 11  | United States Lines                                         |
| C4-S-58a African-Comet-Klasse                | Turbinen-Stückgutschiff                 | Ingalls Shipbuilding                                                                                  |                   | Farrell Lines                                               |
| S1-MT-59a                                    | Forschungsschiff                        | |                   |                                                             |
| C4-S-60a Mormacargo-Klasse                   | Turbinen-Stückgutschiff                 | Ingalls Shipbuilding                                                                                  |                   | Moore-McCormack                                             |
| S1-MT-MA63a                                  | Forschungsschiff                        | |                   |                                                             |
| C4-S-64a American-Racer-Klasse               | Turbinen-Stückgutschiff                 | Ingalls Shipbuilding                                                                                  | 1967/68 5         | United States Lines                                         |
| C4-S-64b Seajet-Klasse                       | Turbinen-Stückgutschiff                 | Bethlehem Shipbuilding                                                                                | 1966/67 2         | Prudential Lines                                            |
| C4-S-65a Santa-Lucia-Klasse                  | Turbinen-Semicontainerschiff            | Sun Shipbuilding                                                                                      | 1966/67 6         | Grace Line                                                  |
| C4-S-66a Louise-Lykes-Klasse                 | Turbinen-Stückgutschiff                 | Ingalls Shipbuilding                                                                                  |                   | Lykes Lines                                                 |
| C4-S-67a                                     | RoRo-Schiff                             | |                   | Military Sea Transportation Service                         |
| S1-MT-MA72a                                  | Forschungsschiff                        | |                   |                                                             |
| C7-S-68c American-Lancer-Klasse              | Turbinen-Containerschiff                | Sun Shipbuilding                                                                                      | 1966 bis 1971 8   | United States Lines                                         |
| C4-S-69a Seamaster-Klasse                    | Turbinen-Semicontainerschiff            | Ingalls Shipbuilding                                                                                  | 1967/68 5         | American President Lines                                    |
| C5-S-73b Sea-Witch-Klasse                    | Turbinen-Containerschiff                | Bath Iron Works                                                                                       | 1968 bis 1980 8   | American Export-Isbrandsten Lines United States Lines       |
| C5-S-75a Alaskan-Mail-Klasse                 | Turbinen-Semicontainerschiff            | Newport News Shipbuilding                                                                             | 1968/69 5         | American Mail Lines                                         |
| C3-S-76a Delta-Argentina-Klasse              | Turbinen-Stückgutschiff                 | Ingalls Shipbuilding                                                                                  | 1967/68 5         | Delta Lines                                                 |
| C5-S-78a                                     | RoRo-Schiff                             | |                   | Moore-McCormack                                             |
| C6-S-1w                                      | Turbinen-Containerschiff                | | 1970/71 8         | Umbau bestehender C4-S-1a-Schiffe United States Lines       |
| C8-S-81b                                     | LASH-Schiff                             | Avondale Shipyards                                                                                    | 1970 bis 1973 11  | Prudential Lines Pacific Far East Lines                     |
| C6-S-69c Seamaster-Klasse                    | Turbinen-Containerschiff                | Todd Shipyards                                                                                        | 1972 5            | Umbau bestehender C4-S-69a-Schiffe American President Lines |
| C9-S-81d                                     | LASH-Schiff                             | Avondale Shipyards                                                                                    | 1971 bis 1975 9   | Delta Line Waterman Line Central Gulf Line                  |
| C8-S-82a                                     | SeaBee-Schiff                           | General Dynamics                                                                                      | 1972/73 3         | Lykes Lines                                                 |
| C8-S-F81e                                    | Turbinen-Containerschiff                | | 1977              | Umbau bestehender C8-S-81b-Schiffe                          |